# Velká Kraš (stacja kolejowa)
Velká Kraš – stacja kolejowa w Velkej Kraši, w kraju ołomunieckim, w Czechach. Znajduje się na wysokości 275 m n.p.m. i leży na linii kolejowej nr 295 oraz 296 (jako jej stacja początkowa).